# Blackebergsvägen

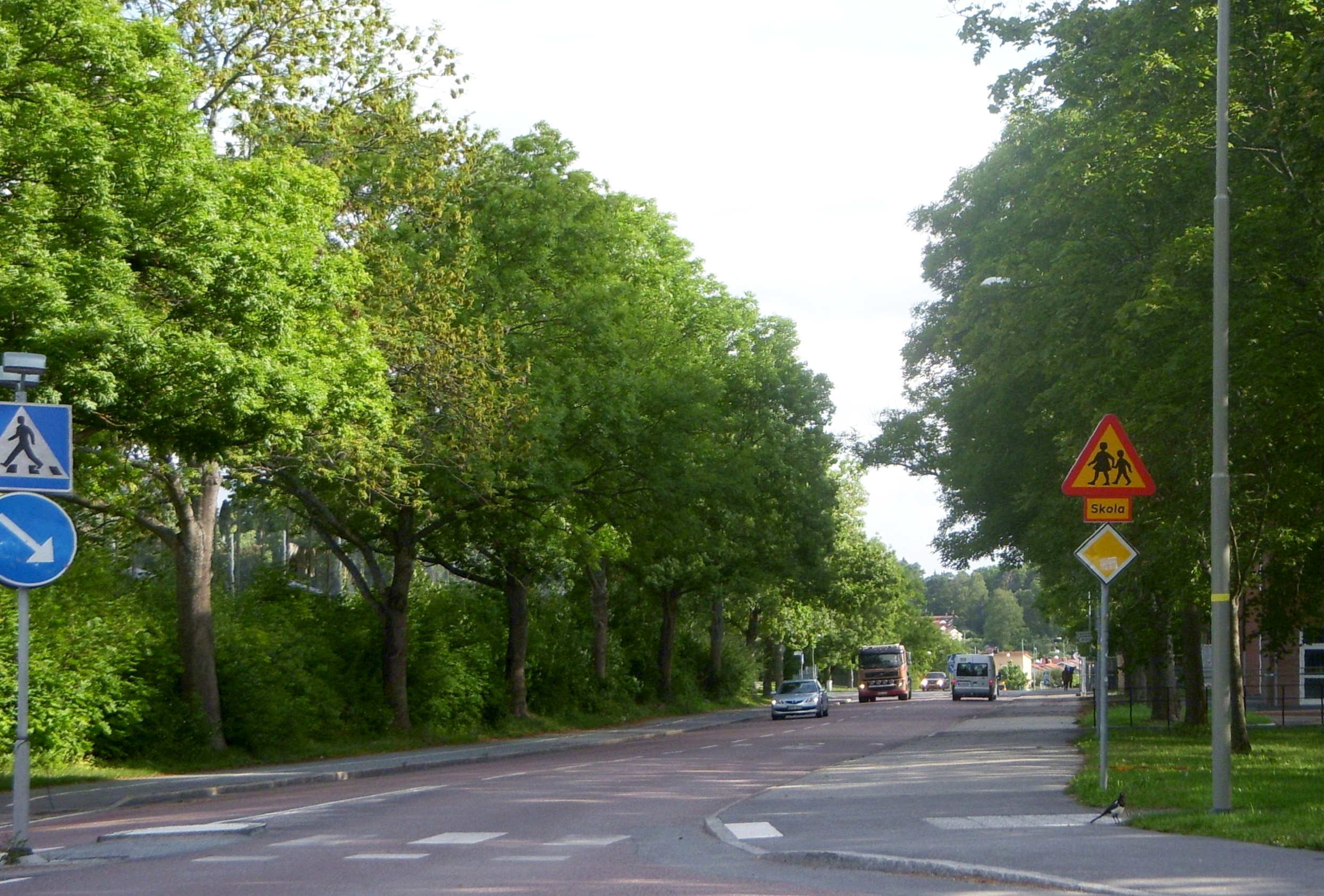
Blackebergsvägen mot norr vid Södra Ängby skola

Blackebergsvägen är en gata i stadsdelarna Blackeberg och Södra Ängby i Bromma, västra Stockholm. Den sträcker sig i en halvcirkel runt Södra Ängbys västra sida, från Islandstorget vid Bergslagsvägen i norr och byter namn till Färjestadsvägen i höjd med Ängbybadet i söder. Blackebergsvägen är ca 1,8 km lång.

## Historik

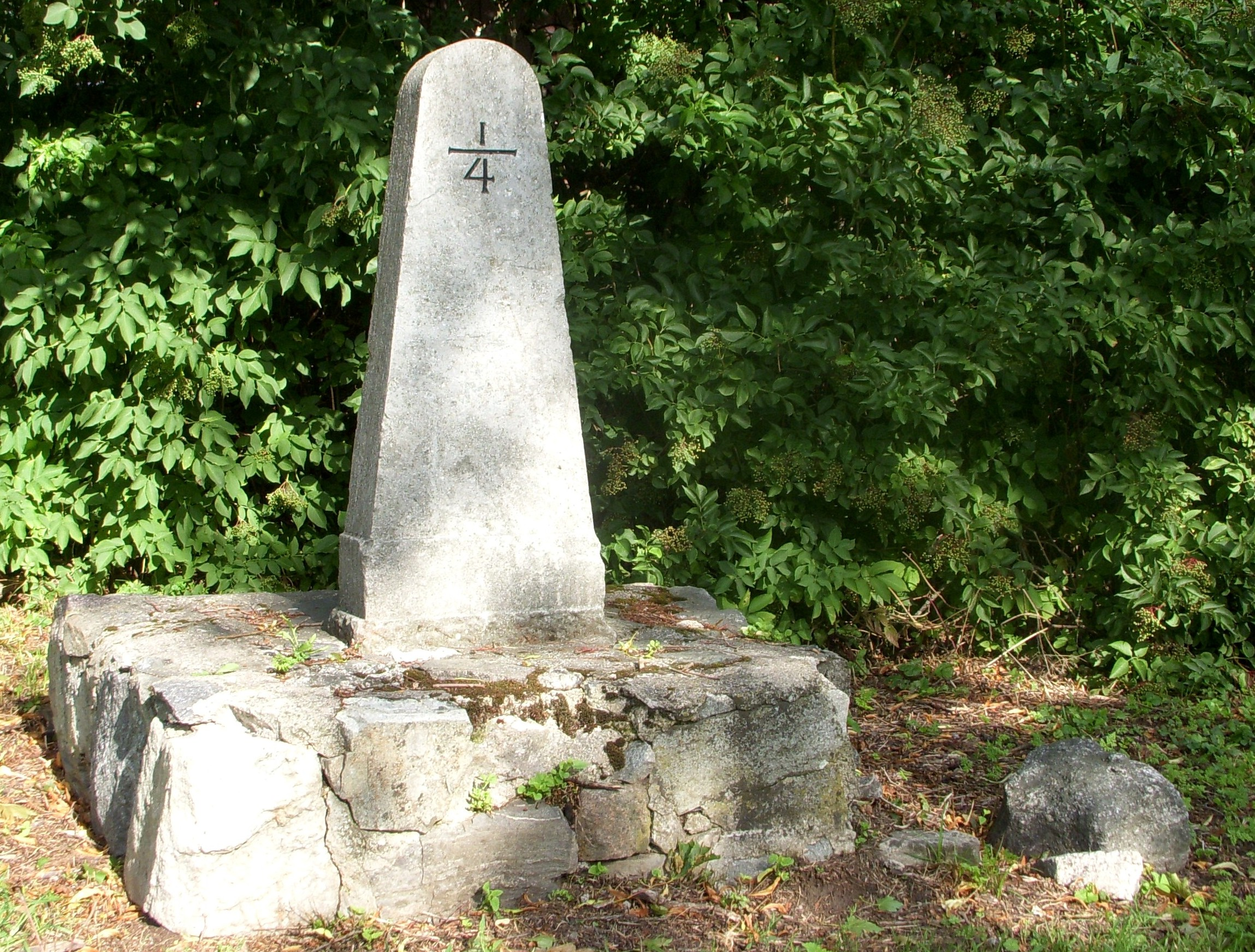
Milstenen 1/4

Namnet kommer från det torp “Blackeberg” under Råcksta gård, varifrån det avsöndrades 1785. Ända fram till 1787 var föregångaren till Blackebergsvägen en del av en färdväg från Stockholm via Sundbyberg, Bällsta bro och Bromma kyrka till det färjeläge som fanns vid Tyska botten. Härifrån satte man över till Lovön och till Drottningholms slott. Nedanför gården Lilla Ängby, vid Blackebergsvägen, står en milsten från 1778 med texten ”1/4”. Efter 1787 togs en ny färdväg i bruk, den gick över nya broar vid Traneberg, Nockeby och Drottningholm. 
Vägen har mycket gamla anor, det visar så kallade skålgropar från bronsåldern som hittades vid vägens östra sida i närheten av Islandstorget och lite längre söderut finns en forntida stensättning. Dagens Blackebergsvägen växte fram i samband med att de nya bostadsområdena Norra Ängby och Södra Ängby planerades och byggdes på 1930-talet.

## Bebyggelse
Längs Blackebergsvägen återfinns bland annat Ängby kyrka, Lilla Ängby gård, milstenen vid lilla Ängby, Södra Ängby skola, Södra Ängby (delar av Zornvägen, Carl Larssons väg, Aroseniusvägen, Börjesonsvägen), Tyska botten och Ängbybadet.

## Exploateringsplan 2013
I oktober 2013 beslutade stadsbyggnadsnämnden att godkänna ett omfattande planprogram för området längs Blackebergsvägen mellan Islandstorget och Tyska botten, med bland annat 550−650 nya bostäder i flerfamiljshus inom stadsdelarna Blackeberg och riksintresset Södra Ängby.